# Lady James
Eleanora Marie Gwenifryd Hearder OBE (Wales, 1869 – Perth, 1938), ook wel Lady James genoemd, was de echtgenote van Walter James, de 5e premier van West-Australië. Ze was een vooraanstaand feministe.
Hearder huwde Walter James op 21 juni 1892 in de Anglicaanse kerk in Albany.
Lady James was een belangrijk figuur in het West-Australische feminisme door haar lidmaatschap van de Karrakatta Club en de 'Women's Service Guild'. Lady James was voorzitster van de West-Australische afdeling van de 'National Council of Women'. Ze vertegenwoordigde Australië op de 'British Empire Red Cross Conference' in Londen in 1930.
Bij haar dood in 1938 was Lady James voorzitster van de West-Australische Meisjesgidsen en ondervoorzitster van de 'Red Cross Society'. Ze liet een echtgenoot, drie zonen en een dochter achter. Lady James werd op het kerkhof van Karrakatta begraven.